# Hanna Brycz
Hanna Brycz – polska uczona, psycholog, profesor nauk społecznych. Specjalizuje się w psychologii społecznej, psychologii zachowań konsumenckich, spostrzeganiu społecznym. Zawodowo związana z Uniwersytetem Gdańskim.

## Życiorys
W 1981 ukończyła studia z psychologii na Uniwersytecie im. Adama Mickiewicza. 24 czerwca 1993 obroniła na Uniwersytecie Gdańskim doktorat pt. Różnice w spostrzeganiu moralnych i sprawnościowych cech innego człowieka pod kierunkiem Bogdana Wojciszke. Stopień doktora habilitowanego uzyskała 3 marca 2005 na podstawie pracy pt. Trafność spostrzegania własnych i cudzych zachowań. 17 maja 2015 uzyskała tytuł naukowy profesora nauk społecznych. 
Jest kierownikiem Zakład Psychologii Społecznej Instytut Psychologii Wydziału Nauk Społecznych UG.
Członkini Polskiego Stowarzyszenia Psychologii Społecznej.

## Publikacje
- Hanna Brycz, Człowiek instrukcja obsługi : przewodnik po zachowaniach społecznych, Sopot: Smak Słowa, 2012, ISBN 978-83-62122-41-7, OCLC 823649911 [dostęp 2020-01-01]. Brak numerów stron w książce
- Karol Karasiewicz, Hanna Brycz, Skala Metapoznawczego Ja : związki między metapoznaniem Ja a zdolnością do samoregulacji, Kraków: Oficyna Wydawnicza "Impuls", 2011, ISBN 978-83-7587-275-0, OCLC 751126965 [dostęp 2020-01-01]. Brak numerów stron w książce
- Hanna Brycz, Trafność spostrzegania własnych i cudzych zachowań, Gdańsk: Uniwersytet Gdański, 2004, ISBN 83-7308-320-0, OCLC 749436116 [dostęp 2020-01-01]. Brak numerów stron w książce